# NGC 6429
NGC 6429 est une galaxie spirale barrée située dans la constellation d'Hercule. Sa vitesse par rapport au fond diffus cosmologique est de 3 380 ± 23 km/s, ce qui correspond à une distance de Hubble de 49,9 ± 3,5 Mpc (∼163 millions d'al). NGC 6429 a été découverte par l'astronome allemand Albert Marth en 1864.
La classe de luminosité de NGC 6429 est I et elle présente une large raie HI.
À ce jour, quatre mesures non basées sur le décalage vers le rouge (redshift) donnent une distance de 42,600 ± 5,298 Mpc (∼139 millions d'al), ce qui est à l'intérieur des valeurs de la distance de Hubble. Notons cependant que c'est avec la valeur moyenne des mesures indépendantes, lorsqu'elles existent, que la base de données NASA/IPAC calcule le diamètre d'une galaxie et qu'en conséquence le diamètre de NGC 6429 pourrait être d'environ 33,4 kpc (∼109 000 al) si on utilisait la distance de Hubble pour le calculer.